# Аккольти, Бенедетто (историк)
Бенедетто Аккольти (итал. Benedetto Accolti; 1415 год, Ареццо — 26 сентября 1466 год, Флоренция) — итальянский юрист и историк; секретарь Флорентийской республики. Отец поэта Бернардо Аккольти.

## Биография
Старший сын учёного юриста Микеле Аккольти. Был профессором права, и в 1459 году — канцлером Флорентийской республики, то есть первым государственным секретарем Синьории, или высшего исполнительного присутствия.

## Труды
Используя хронику Гийома Тирского, написал латинскую историю Первого крестового похода «De bello a Christianis contra Barbaros gesto pro Christi Sepulcro et Judaea recuperandis», напечатанную в 1532 году в Венеции, переизданную там же в 1543 и 1549 годах Бальделли, а в 1623 году выпущенную во Флоренции, которая послужила источником для эпической поэмы Торквато Тассо «Освобождённый Иерусалим» (1575).